# Св. св. Кирил и Методий (Созопол)
„Св. св. Кирил и Методий“ е българска православна църква в град Созопол, област Бургас.

## История
Църквата е построена от майстор Уста Генчо Кънев от Трявна през 1889 г. за нуждите на заселилите се в Созопол българи бежанци от Одринска Тракия, тъй като по това време и трите градски църкви са на Созополската епархия на Цариградската патриаршия. По времето на построяването и църквата е извън града и богослужения се извършват само на големи празници.
След 1944 г. църквата е превърната първоначално в градски музей, после в склад и накрая в Музеен кът на подводната археология. След 1989 г. държавата връща храма на Светия Синод на Българската православна църква.
След продължителна реконструкция, през 2011 година църквата отново отваря врати за църковни богослужения.

## Архитектура
Църквата е еднокорабна базилика с дължина 25 м., ширина 12,7 м и височина 12 м. В близост до нея се издига и нова камбанария с височина 22,8 м.
В църквата се съхранява ценен резбован иконостас от дъбово и чимширово дърво, работа на дебърски майстори от ХVII – ХVIII век, който е пренесен от разрушената през 60-те години на ХХ век созополска църква „Свети Йоан Богослов“.